# Брусарци (община)
Община Брусарци се намира в Северозападна България и е една от съставните общини на Област Монтана.

## География

### Географско положение, граници, големина
Общината е разположена в северозападната част на Област Монтана. С площта си от 194,434 km2 заема предпоследното 10-о място сред 11-те общините на областта, което съставлява 5,35% от територията на областта. Границите ѝ са следните:
- на север – община Лом;
- на изток – община Медковец;
- на юг – община Монтана;
- на северозапад – община Ружинци от Област Видин.

### Природни ресурси

#### Релеф
Релефът на община Брусарци е равнинен и слабо хълмист. Територията ѝ изцяло попада в пределите на Западната Дунавска равнина.
Като цяло наклонът на терена е от югозапад на североизток, като най-високата ѝ точка от 259 m н.в. се намира в крайния югозапад, югоизточно от село Одоровци, а най-ниската точка – 64 m н.в., в крайния североизток, в коритото на река Лом.

#### Води
Двете основни реки на общината са река Лом и десният ѝ приток река Нечинска бара. Река Лом протича от запад-югозапад на изток-североизток през северната половина на общината с част от долното си течение. Тя преминава последователно покрай селата Княжева махала, Крива бара, Дондуково и Василовци. При село Дондуково отдясно в нея се влива река Нечинска бара, на която е разположен общинския център град Брусарци. Двете реки протичат в широки, но сравнително дълбоки долини спрямо околния терен. Между селата Смирненски и Буковец, на река Нечинска бара е изграден големия язовир „Христо Смирненски“, водите на който се използват основно за напояване на обширните обработваеми земи.

## Население

### Населени места
Общината има 10 населени места с общо население 4096 жители към 7 септември 2021.
| Населено място (Старо име)                                              | Преброяване (от септември 2021) | По настоящ адрес (ГРАО от 15 септември 2024) | Площ (km²) | Гъстота (д/km²) |
| ----------------------------------------------------------------------- | ------------------------------- | -------------------------------------------- | ---------- | --------------- |
| Брусарци                                                                | 914                             | 995                                          | 20,84      | 47.74           |
| Буковец                                                                 | 93                              | 122                                          | 26,732     | 4.56            |
| Василовци                                                               | 1103                            | 1095                                         | 35,649     | 30.72           |
| Дондуково (Татар махала)                                                | 318                             | 377                                          | 10,426     | 36.16           |
| Дъбова махала                                                           | 87                              | 119                                          | 7,9        | 15.06           |
| Киселево                                                                | 129                             | 146                                          | 19,754     | 7.39            |
| Княжева махала (Ислям махала)                                           | 127                             | 138                                          | 5,098      | 27.07           |
| Крива бара                                                              | 942                             | 1013                                         | 26,818     | 37.77           |
| Одоровци                                                                | 6                               | 7                                            | 6,805      | 1.03            |
| Смирненски                                                              | 377                             | 359                                          | 34,412     | 10.43           |
| Общо за общината:                                                       | 4096                            | 4371                                         | 194,43     | 22.48           |
| Населените места с кмет са със зелен фон, а тези без кметство – с жълт. |                                 |                                              |            |                 |

### Население (1934 – 2021)
| Община Брусарци                               | Община Брусарци | Община Брусарци | Община Брусарци | Община Брусарци | Община Брусарци | Община Брусарци | Община Брусарци | Община Брусарци | Община Брусарци | Община Брусарци | Община Брусарци |
| --------------------------------------------- | --------------- | --------------- | --------------- | --------------- | --------------- | --------------- | --------------- | --------------- | --------------- | --------------- | --------------- |
| Година                                        | 1934            | 1946            | 1956            | 1965            | 1975            | 1985            | 1992            | 2001            | 2011            | 2021            |                 |
| Население                                     | 13390           | 14465           | 13885           | 13067           | 10818           | 9083            | 8069            | 6826            | 5078            | 4096            |                 |
| Източници: Национален Статистически Институт, |                 |                 |                 |                 |                 |                 |                 |                 |                 |                 |                 |

### Възрастов състав
| Население по възрастови групи към септември 2021 година | Население по възрастови групи към септември 2021 година | Население по възрастови групи към септември 2021 година | Население по възрастови групи към септември 2021 година | Население по възрастови групи към септември 2021 година | Население по възрастови групи към септември 2021 година | Население по възрастови групи към септември 2021 година | Население по възрастови групи към септември 2021 година | Население по възрастови групи към септември 2021 година | Население по възрастови групи към септември 2021 година | Население по възрастови групи към септември 2021 година | Население по възрастови групи към септември 2021 година | Население по възрастови групи към септември 2021 година | Население по възрастови групи към септември 2021 година | Население по възрастови групи към септември 2021 година | Население по възрастови групи към септември 2021 година | Население по възрастови групи към септември 2021 година | Население по възрастови групи към септември 2021 година | Население по възрастови групи към септември 2021 година |
| ------------------------------------------------------- | ------------------------------------------------------- | ------------------------------------------------------- | ------------------------------------------------------- | ------------------------------------------------------- | ------------------------------------------------------- | ------------------------------------------------------- | ------------------------------------------------------- | ------------------------------------------------------- | ------------------------------------------------------- | ------------------------------------------------------- | ------------------------------------------------------- | ------------------------------------------------------- | ------------------------------------------------------- | ------------------------------------------------------- | ------------------------------------------------------- | ------------------------------------------------------- | ------------------------------------------------------- | ------------------------------------------------------- |
| Общо                                                    | 0 – 4                                                   | 5 – 9                                                   | 10 – 14                                                 | 15 – 19                                                 | 20 – 24                                                 | 25 – 29                                                 | 30 – 34                                                 | 35 – 39                                                 | 40 – 44                                                 | 45 – 49                                                 | 50 – 54                                                 | 55 – 59                                                 | 60 – 64                                                 | 65 – 69                                                 | 70 – 74                                                 | 75 – 79                                                 | 80 – 84                                                 | 85+                                                     |
| 4096                                                    | 145                                                     | 167                                                     | 159                                                     | 187                                                     | 160                                                     | 181                                                     | 197                                                     | 180                                                     | 214                                                     | 255                                                     | 285                                                     | 288                                                     | 342                                                     | 342                                                     | 380                                                     | 275                                                     | 189                                                     | 150                                                     |

### Етнически състав
| Етноси в община Брусарци (2011) | Етноси в община Брусарци (2011) | Етноси в община Брусарци (2011) | Етноси в община Брусарци (2011) | Етноси в община Брусарци (2011) |
| ------------------------------- | ------------------------------- | ------------------------------- | ------------------------------- | ------------------------------- |
| Етническа група                 |                                 |                                 | процент                         |                                 |
| българи                         | българи                         |                                 | 78.84%                          | 78.84%                          |
| цигани                          | цигани                          |                                 | 18.72%                          | 18.72%                          |
| турци                           | турци                           |                                 | 0.06%                           | 0.06%                           |
| други и неопределени            | други и неопределени            |                                 | 2.38%                           | 2.38%                           |

Етнически групи от общо 5043 самоопределили се (към 2011 година):
- българи: 3976
- турци: 3
- цигани: 944
- други: 14
- неопределени: 106

## Административно-териториални промени
- Височайши доклад № 5305 от 23 юли 1881 г. – преименува с. Ислям махала на с. Княжева махала;
- Височайши доклад № 7843 от 9 ноември 1881 г. – преименува с. Байрактар махала на с. Александрово;

– преименува с. Татар махала на с. Дондуково;
- Указ № 344/обн. 20 юли 1951 г. – заличава с. Александрово и го присъединява като квартал на с. Василовци;
- Указ № 356/обн. 7 декември 1954 г. – обединява селата Гайтанци и Луковица в едно населено място – с. Смирненски;
- Указ № 2907/обн. 7 септември 1984 г. – признава с. Брусарци за гр. Брусарци.

## Политика
- 2003 – Юлия Каменова (НДСВ) печели на втори тур с 54% срещу Деми Димитров (БСП).
- 1999 – Георги Георгиев (ОДС) печели на втори тур с 55% срещу Деми Димитров (БСП и местна коалиция).
- 1995 – Деми Димитров (Предизборна коалиция БСП, БЗНС Александър Стамболийски, ПК Екогласност) печели на първи тур с 56% срещу Асен Арсенов (Народен съюз).

## Транспорт
През общината преминават два участъка от Железопътна мрежа на България:
- от изток-югоизток на запад-северозапад, на протежение от 10,3 km преминава участък от трасето на жп линията Мездра – Бойчиновци – Брусарци – Видин;
- началният участък от 8,9 km от трасето на жп линията Брусарци – Лом.

През общината преминават изцяло или частично 3 пътя от Републиканската пътна мрежа на България с обща дължина 33 km:
- участък от 15,6 km от Републикански път III-112 (от km 9,6 до km 25,2);
- участък от 9,7 km от Републикански път III-114 (от km 13,5 до km 23,2);
- целият участък от 7,7 km от Републикански път III-1121.

## Топографска карта
- Лист от карта K-34-11. Мащаб: 1 : 100 000.
- Лист от карта K-34-22. Мащаб: 1 : 100 000.
- Лист от карта K-34-23. Мащаб: 1 : 100 000.